# Medaura
Medaura är ett släkte av insekter. Medaura ingår i familjen Phasmatidae.
Kladogram enligt Catalogue of Life:
| Medaura | \| \| Medaura austeni \| \| \| \| \| \| Medaura jobrensis \| \| \| \| \| \| Medaura lagerstroemia \| \| \| \| \| \| Medaura makassarinus \| \| \| \| \| \| Medaura scabriuscula \| \| \| \| |
|         | \| \| Medaura austeni \| \| \| \| \| \| Medaura jobrensis \| \| \| \| \| \| Medaura lagerstroemia \| \| \| \| \| \| Medaura makassarinus \| \| \| \| \| \| Medaura scabriuscula \| \| \| \| |
|         | Medaura austeni |
|         | |
|         | Medaura jobrensis |
|         | |
|         | Medaura lagerstroemia |
|         | |
|         | Medaura makassarinus |
|         | |
|         | Medaura scabriuscula |
|         | |